# 용암천 (남양주)
용암천은 경기도 남양주시 별내면 용암리에서 발원하여 경비도 구리시 사노동과 남양주시 퇴계원읍의 경계에서 왕숙천과 합류하는 남양주시의 지방하천이다.용암천의 주요 지류로는 청학천 갈매천 덕송천 불암천 등이 있다. 중류 지역에는 별내신도시와 갈매신도시의 거주민들을 위해 산책로와 자전거도로가 조성되어 있으며 하류 지역에는 군부대와 하수처리장이 위치해 있다.용암천에 서식하는 어종으로는 피라미와 붕어 등이 있다.